# Notopleura marginata
Notopleura marginata är en måreväxtart som först beskrevs av George Bentham, och fick sitt nu gällande namn av Arthur Allman Bullock. Notopleura marginata ingår i släktet Notopleura och familjen måreväxter. Inga underarter finns listade i Catalogue of Life.